# Eed van Straatsburg

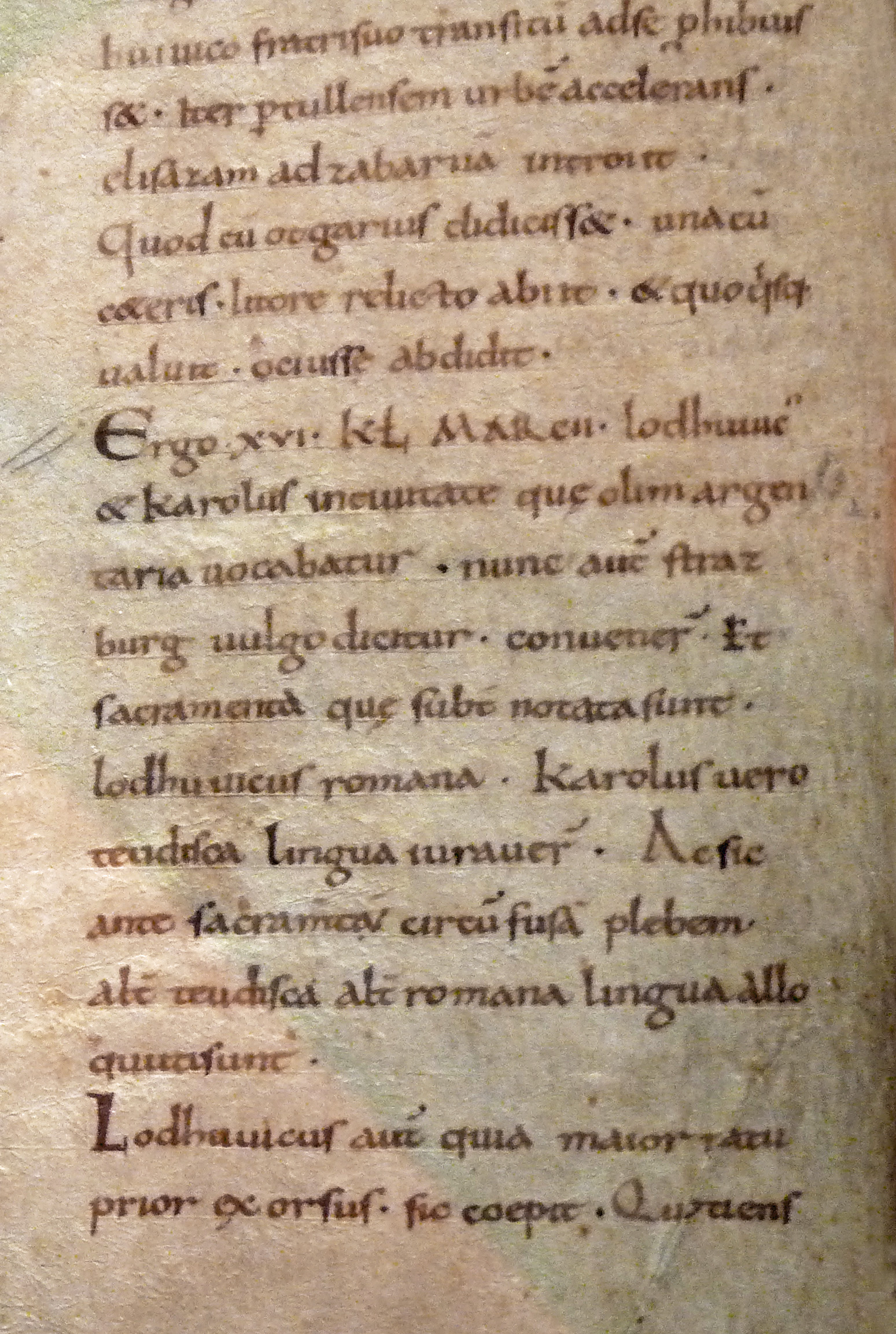
Bibliothèque nationale de France Ms. Lat. 9768, deel van fol 12v met het begin van de Latijnse raamtekst: Ergo xvi ....

De Eed van Straatsburg (Frans Serments de Strasbourg, Latijn: Sacramenta Argentariae) is de plechtige bevestiging van een alliantie tussen de halfbroers Lodewijk de Duitser en Karel de Kale tegen hun (half)broer en keizer Lotharius om de macht over het grondgebied van hun vader, Lodewijk de Vrome. De eed werd door henzelf en de aanvoerders van hun legers uitgesproken op 14 februari 842 en opgetekend in een werk van Nithard. De eden zijn in een Romaanse (oud-Franse) en Teudisca (Rijnfrankische) taal gezworen en worden beschouwd als een van de vroegste getuigen van het gebruik van volkstaal (het vernaculair) in officiële documenten in plaats van Latijn. Ze zijn teruggevonden in een kopie van een werk van de geschiedschrijver Nithard, dat twee eeuwen jonger is.

## De achtergrond
De oorsprong van het conflict lag bij keizer Lodewijk de Vrome, vader van de drie rivaliserende zonen. Lodewijk wilde de eenheid van zijn rijk tot elke prijs bewaren, in strijd met het Frankische gewoonterecht volgens hetwelk ieder mannelijk kind recht had op een deel van de bezittingen van zijn vader. Lodewijk vaardigde daarom in 817 de Ordinatio Imperii uit als oplossing voor dit probleem: daarin bepaalde hij dat Lotharius keizer en opperkoning zou worden, met zijn twee broers Lodewijk de Duitser en Pepijn van Aquitanië als onderkoningen.
Lodewijk de Vrome bemoeilijkte echter zelf de aanvaarding van deze regeling door in 823 een vierde zoon te verwekken: Karel de Kale, die hij ook in zijn erfenis moest laten delen. Lodewijk de Duitser en Pepijn van Aquitanië ambieerden de positie van onderkoning toch al niet, en met een vierde erfgenaam erbij zouden zij nog minder krijgen.
De situatie werd enigszins vereenvoudigd doordat Pepijn in 838 twee jaar vóór zijn vader kwam te overlijden, waarmee het aantal erfgenamen werd teruggebracht tot drie. Deze verwierpen de Ordinatio Imperii van hun vader en werkten op 30 mei 839 in het Akkoord van Worms een nieuwe erfregeling uit; elk ging daarna zijn toekomstige landen betrekken. Nadat Lodewijk de Vrome in 840 was gestorven, eiste Lotharius als oudste zoon evenwel alsnog de uitvoering van de Ordinatio Imperii. De twee anderen weigerden, waarna Lotharius met hen de militaire strijd aanbond, maar in 841 in het Bourgondische Fontenoy-en-Puisaye verslagen werd. Hij bleef echter gevaarlijk voor de overwinnaars Lodewijk de Duitser en Karel de Kale, die nu hun onderlinge geschillen vergaten en op 14 februari 842 in Straatsburg, plechtig ten overstaan van hun verenigde legers een eed zwoeren waarin ze beloofden om elkaar blijvend bij te staan, waarna voor Lotharius het pleit verloren was. Deze plechtige belofte kennen we nu als de Eed van Straatsburg.
De Eed van Straatsburg is de rechtstreekse aanleiding voor de broers met elkaar te gaan onderhandelen over de verdeling van het grondgebied wat resulteerde in het Verdrag van Verdun van 843, waardoor Karel de Grotes grote Frankische Rijk werd gesplitst in het West-, het Midden- en het Oost-Frankische Rijk.

## De eed

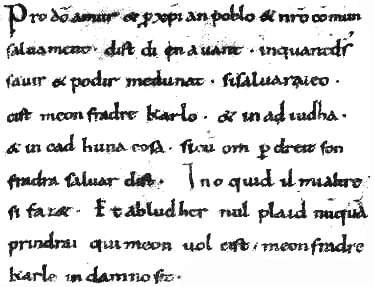
Uittreksel uit de Eed van Straatsburg

Zoals hierboven gezegd werden de teksten overgeleverd door Nithard, een kleinzoon van Karel de Grote, in zijn De dissensionibus filiorum Hludovici Pii libri quatuor en werden teruggevonden in een kopie van zijn kroniek (slechts 18 folia)  geschreven in de tiende of de elfde eeuw, dus bijna twee eeuwen jonger dan het origineel. Nithard was een bevoorrechte getuige want hij was waarschijnlijk zelf bij het afleggen van de eed aanwezig.

### Verloop van de eedaflegging
Nithard had het over een eed in de Romana lingua en een in Teudisca lingua. Zowel Karel en zijn leger als Lodewijk en zijn leger waren Franken en spraken dus Frankische dialecten, het ene al meer beïnvloed door het Latijn dan het andere. Eerst sprak Lodewijk, de oudste van beide broers, zijn eigen troepen toe in de Teudisca lingua om de context te schetsen, waarop Karel hetzelfde deed in de Romana lingua naar zijn troepen toe. Daarop sprak Lodewijk de Duitser, de monarch van Oostfrancië, het huidige Duitsland zijn eed uit in de Romana lingua om zich verstaanbaar te maken bij de mannen van zijn halfbroer Karel de Kale. Die legde op zijn beurt de eed af in de Teudisca Lingua om verstaanbaar te zijn voor de andere partij. Daarna legden de beide legers beurtelings een eed af in hun eigen taal om de belofte van hun leider te bevestigen.

### De tekst
De transcripties zijn aangepast. De afkortingen werden uitgewerkt en leestekens en werden toegevoegd.
| Originele tekst | Vrije vertaling |
| --- | --- |
| [Latijn:] Ergo xvi kal. marcii Lodhuvicus et Karolus in civitate que olim Argentaria vocabatur, nunc autem Strazburg vulgo dicitur, convenerunt et sacramenta que subter notata sunt, Lodhuvicus romana, Karolus vero teudisca lingua, juraverunt. Ac sic, ante sacramentum circumfusam plebem, alter teudisca, alter romana lingua, alloquuti sunt. Lodhuvicus autem, quia major natu, prior exorsus sic coepit: | Lodewijk en Karel ontmoetten elkaar op de zestiende dag voor de calendae van maart (de veertiende februari dus), in een stad die men vroeger Argentaria noemde maar nu algemeen bekend is als Strazburg en ze zwoeren de eden die hieronder staan, Lodewijk in het Romaans en Karel in de Duitse taal. Maar voordat ze de eed zwoeren spraken ze hun troepen toe in het Duits en in het Romaans. Lodewijk, de oudste, begon als volgt:                                                      |
| “Quotiens Lodharius me et hunc fratrum meum, post obitum patris nostri, insectando usque ad internecionem delere conatus sit nostis. Cum autem nec fraternitas nec christianitas nec quodlibet ingenium, salva justicia, ut pax inter nos esset, adjuvare posset, tandem coacti rem ad juditium omnipotentis Dei detulimus, ut suo nutu quid cuique deberetur contenti essemus.                                   | Jullie weten allen hoe dikwijls Lotharius, sedert de dood van onze vader, getracht heeft om mij en mijn broer te vernietigen en bij de achtervolging slachtingen aanrichtte. Vermits noch broederschap, noch de Christelijke leer nog op enige andere wijze vrede tussen ons kon gebracht worden met respect voor de gerechtigheid, waren we gedwongen de zaak aan het oordeel van de almachtige God over te laten en wij waren bereid gevolg te geven aan wat ook zijn wil zou mogen zijn. |
| “In quo nos, sicut nostis, per misericordiam Dei victores extitimus, is autem victus una cum suis quo valuit secessit. Hinc vero, fraterno amore correpti nec non et super populum christianum conpassi, persequi atque delere illos noluimus, sed hactenus, sicut et antea, ut saltem deinde cuique sua justicia cederetur mandavimus.                                                                           | Zoals jullie allen weten, kwamen wij eruit als overwinnaars dankzij de genade van God. Maar de verslagen Lotharius ging terug naar de zijnen voor steun. Gemotiveerd door broederliefde en christelijk mededogen besloten wij hem niet te vervolgen en te vernietigen tot nu toe. Wij vroegen hem daarentegen in de toekomst de gerechtigheid te aanvaarden. |
| “At ille post haec non contentus judicio divino, sed hostili manu iterum et me et hunc fratrem meum persequi non cessat, insuper et populum nostrum incendiis, rapinis cedibusque devastat. Quamobrem nunc, necessitate coacti, convenimus et, quoniam vos de nostra stabili fide ac firma fraternitate dubitare credimus, hoc sacramentum inter nos in conspectu vestro jurare decrevimus.                       | Maar hij, niet tevreden met Gods oordeel, kan het niet laten mij en mijn broer hier aanwezig te vervolgen met zijn legers. Daarenboven decimeert hij onze mensen door brandstichting, plundering en moorden. Daarom hebben wij deze bijeenkomst belegd om alle twijfels over onze standvastigheid op te heffen en ons vast geloof in onze broederschap en onze trouw door een eed te bevestigen in uw bijzijn.                                                                              |
| “Non qualibet iniqua cupiditate illecti hoc agimus, sed ut certiores, si Deus nobis vestro adjutorio quietem dederit, de communi profectu simus. Si autem, quod absit, sacramentum quod fratri meo juravero violare praesumpsero, a subditione mea necnon et a juramento quod mihi jurastis unumquemque vestrum absolvo”                                                                                          | We doen dit niet omdat we ons schuldig voelen, maar alleen om er voor te zorgen dat indien God ons vrede en rust zou geven dankzij uw hulp, we zeker zouden zijn van een gemeenschappelijk voordeel. Indien ik, God verhoede het, afbreuk zou doen aan deze eed aan mijn broer, dan die ik afstand van mijn soevereiniteit en van de trouw die jullie me gezworen hebben. |
| Cumque Karolus haec eadem verba romana lingua perorasset, Lodhuvicus, quoniam major natu erat, prior haec deinde se servaturum testatus est: | Nadat Karel dezelfde toespraak had gehouden in het Romaans tot zijn troepen, legde Lodewijk als oudste als eerste de eed af met de volgende tekst: |
| [Romaans:] “Pro Deo amur et pro christian poblo et nostro commun saluament, d'ist di in auant, in quant Deus sauir et podir me dunat, si saluarai eo cist meon fradre Karlo, et in adiudha et in cadhuna cosa si cum om per dreit son fradra saluar dift, in o quid il mi altresi fazet. Et ab Ludher nul plaid nunquam prindrai qui meon uol cist meon fradre Karle in damno sit.”                               | Uit liefde voor God en tot verlossing van het Christelijke volk en van ons beide zal ik van deze dag aan in de toekomst, zolang God me kennis en vaardigheden schenkt, mijn broer Karel met raad en daad bijstaan, zoals men van rechtswege zijn broer moet bijstaan, en dit zolang hij voor mij hetzelfde doet. En nooit zal ik uit vrije wil met Lotharius een overeenkomst aangaan die mijn broer Karel zou kunnen schaden.                                                              |
| [Latijn:] Quod cum Lodhuvicus explesset, Karolus teudisca lingua sic hec eadem verba testatus est: | Na Lodewijk legde Karel op zijn beurt de eed af in het Duits |
| [Teudisca:]“In godes minna ind in thes christiānes folches ind unsēr bēdhero gehaltnissī, fon thesemo dage frammordes, sō fram sō mir got gewizci indi mahd furgibit, sō haldih thesan mīnan bruodher, sōso man mit rehtu sīnan bruodher scal, in thiu thaz er mig sō sama duo, indi mit Ludheren in nohheiniu thing ne gegango, the mīnan willon imo ce scadhen werdhēn.”                                        | Uit liefde tot God, en dat voor het Christelijke volk en van ons beide, zal ik van deze dag aan voor morgen, zolang God me kennis en macht schenkt, deze mijn broer te hulp komen, zoals men rechtens zijn broer (bijstaan) zal, en dit zolang hij voor mij hetzelfde doet; en ik zal met Lotharius geen enkele regeling aangaan die met mijn wil hem (Lodewijk) zal schaden. |
| [Latijn:] Sacramentum autem quod utrorumque populus, quique propria lingua, testatus est, romana lingua sic se habet: | De eed waarvan beide volkeren in hun eigen taal getuige waren, werd uitgesproken luidt in het Romaans als volgt: |
| [Romaans:] “Si Lodhuuigs sagrament quæ son fradre Karlo iurat, conseruat, et Carlus meos sendra, de suo part, non lostanit, si io returnar non l'int pois, ne io, ne neuls cui eo returnar int pois, in nulla aiudha contra Lodhuuuig nun li iu er.” | Indien Lodewijk de eed nakomt die hij zijn broer Karel gezworen heeft, en Karel, mijn heer, zich er van zijn kant niet aan houdt, en ik hem daar niet van kan afbrengen, zal noch ik noch iemand van hen die ik er van kan afbrengen, hem tot hulp tegen Lodewijk zijn |
| [Latijn:] Teudisca autem lingua:* | En in het Duits: |
| [Teudisca:] "Oba Karl then eid, then er sīnemo bruodher Ludhuwīge gesuor, geleistit, indi Ludhuwīg mīn hērro then er imo gesuor forbrihchit, ob ih inan es irwenden ne mag: noh ih noh thero nohhein, then ih es irwenden mag, widhar Karlo imo ce follusti ne wirdhit." | Indien Karel de eed, die hij zijn broer Lodewijk gezworen heeft, nakomt, en Lodewijk mijn heer, dat wat hij hem (Karel) gezworen heeft verbreekt, en ik hem niet kan overtuigen, (dan) zal noch ik noch iemand die ik kan overtuigen, hem hulp tegen Karel verlenen |
| [Latijn:] Quibus peractis Lodhuwicus Reno tenus per Spiram et Karolus iuxta Vuasagum per Vuīzzūnburg Vuarmatiam iter direxit. | Hierna vertrok Lodewijk langs de Rijn naar Speyer en Karel langs de Vogezen via Wissembourg naar Worms. |

### Opmerking over een zinsnede uit de Eed
Er staat in de Romaans-Franse tekst een stukje dat geen tegenhanger heeft in de Germaans-Duitse, namelijk daar waar Lodewijk zich ertoe verplicht om zijn broer Karel bij te staan et in aiudha et in cadhuna cosa ‘zowel door mijn hulp als met elk middel’. Nalatigheid van de kopiist is hiervoor de waarschijnlijkste verklaring.
Wat betekent deze formule precies? Men zal de gelijkenis opmerken met het Latijn: et consilio et auxilio, ‘in raad en (gewapende) daad’, en zelfs met het homerische Grieks oude ti oi boulas, oude men ergon (Ilias, Hstk IX vers 374), ‘noch door mijn raadgevingen noch door mijn kracht’.
Cosa kon in het Romaans-Frans van de 11e eeuw elk van de betekenissen van het Latijnse causa hebben: rechtszaak, debat, zaak die men voorstaat of verdedigt; deze zijn later verloren gegaan (cause in het Frans is een late reconstructie uit het Latijn). De algemene betekenis van de zinsnede is dus: ‘hetzij met raadgevingen hetzij met gewapende kracht’.
Wat zou de tegenhanger in de teudisca lingua kunnen zijn geweest? Door een gelukkig toeval is ze ons misschien bewaard in het Hildebrandslied, een tekst van heel andere aard maar bijna even oud als de Eed. Dit poëtisch fragment verhaalt de discussie en daarna de strijd op leven en dood tussen een vader en zijn zoon, leden van twee vijandelijke legers. De vader Hildebrand zegt zijn zoon nooit een verwant te hebben gehad die hem in dinc ni geleitos, vergadering of (gewapende) geleide, dichter stond dan hem. Dit was zonder twijfel de traditionele zegswijze om een volledige verbintenis uit te drukken, en ze stemt in vorm en betekenis met de Romaans-Franse en de Latijnse formules overeen.

## Taalkundige aspecten
Nithard schreef zijn verslag in de 10e-11e eeuw in opdracht van Karel de Kale, als taal koos hij het Latijn, maar de tekst van de eden schreef hij niet in het Latijn, zoals de rest van zijn werk maar in het vernaculair. Hij deed daarmee een poging om de tekst weer te geven zoals de soldaten van elk leger hem hadden gehoord van de leider van het andere leger en zoals ze hem zelf hadden uitgesproken. Het document wordt gezien als de oudste geschreven tekst in het Frans en in het Duits. Uit de vele fouten in de Duitse tekst leidt men af dat Nithard alleen de Romaanse taal kende.
Wat de tekst van Nithard alleszins duidelijk maakt is dat in de helft van de negende eeuw de splitsing van het Frankische rijk op taalgebied al duidelijk een feit was. In het westen hadden de Franken zich het Latijn eigen gemaakt dat volop in evolutie was naar het Frans toe, in het oosten evolueerde de Frankische taal naar het Duits en het Nederlands.

### Romaans
Het overgeleverde document laat ons in het ongewisse over de oorsprong van de vernaculaire teksten. Waren ze oorspronkelijk in het vernaculair opgesteld of vertaald uit het Latijn, was de basistekst gesteld in het Romaans of in het Teudisca, werden de teksten door Nithard genoteerd van de door Karel en Lodewijk uitgesproken teksten zijn enkele van de vele open vragen. Het blijft dus zeer onzeker of het zogenoemde Romaans uit de Straatsburgse eden beschouwd kan worden als een originele versie van een Romaans dialect dat destijds ergens in Westfrancië werd gesproken. Onderzoekers verdedigden met zekerheid en goede argumenten dat het Romaans van de eden het dialect zou zijn van Bourgondië, Lyon, Lotharingen, Picardië, Ponthieu, Poitou, Oudfrans uit het noorden, Oudfrans uit het zuiden, West-Romaans etc. Voor sommige woorden werden vijftien ‘vertalingen’ gesuggereerd. Dit maakt zonder meer duidelijk dat een zekere  en eenduidige interpretatie van de tekst tot op vandaag onmogelijk is.

### Teudisca
Ook van de lingua Teudisca kunnen we met zekerheid niet veel meer zeggen dan dat het de taal was die door de vazallen van Lodewijk de Duitser werd gesproken of ten minste door een aantal van hen. Teudisca is afgeleid van het Germaanse woord voor volk (diod of thiot in het Oudhoogduits) en betekent dus eigenlijk de taal van het volk of vernaculair in tegenstelling tot de taal van de administratie en de kerk, het Latijn. Ook voor het Teudisca worden verschillende kandidaten aangedragen gaande van Oudhoogduits over Ripuarisch en Rijnfrankisch tot Oudnederfrankisch, waartoe ook het Oudnederlands hoort. De meeste onderzoekers in de literatuur identificeren dit Teudisca als Oudhoogduits, met andere woorden de voorloper van het Duits ten oosten van de Benrather linie. Volgens Gloning en Young moeten we op basis van het wettelijke vocabularium eerder meer algemeen spreken over Germaans dan specifiek over Oudhoogduits. Maar dezelfde Gloning en Young noemen het gebruikte dialect Rijnfrankisch zoals trouwens ook Köbler, Dröll, Koller en Öhl.  Koller wijst er trouwens op dat elk leger bestond uit diverse groepen die waarschijnlijk diverse dialecten spraken, wat het aanduiden van een bepaald dialect voor het ganse leger een hachelijke onderneming maakt. Verscheidene onderzoekers stellen wel dat de tekst in het Teudisca voor het rechterlijk jargon geen beroep moet doen op het Latijn, waar dit in de Romaanse tekst wel duidelijk het geval is en dat de Germaans-Frankische tekst dus meer beroep doet op rechterlijke termen die uit het eigen taaleigen en taalgebruik kwamen.

## Externe referenties
- Elektronische facsimile van het manuscript . Lat. 9768 van de BnF
  - Fol. 12v
  - Fol. 13r